# Баугин, Иоганн
Иоганн Баугин (нем. Johann Bauhin или нем. Jean Johannes Bauhin, 12 февраля 1541 — 26 октября 1613) — швейцарский ботаник, миколог, врач и профессор риторики.

## Биография
Иоганн Баугин родился в городе Базель 12 февраля 1541 года.
Баугин был профессором риторики в Базеле. В 1571 году он был врачом в Вюртемберге.
Баугин умер в Монбельяре 26 октября 1613 года.

## Научная деятельность
Иоганн Баугин специализировался на микологии.

## Научные работы
- 1598: Historia novi et admirabilis fontis balneique Bollensis, auch deutsch u.d.T. Ein New Badbuch, 1602.
- 1619: Historiæ plantarum generalis novæ et absolutæ Prodomus (Ankündigung des folgenden).
- 1650/1651: Historia plantarum universalis 2 Bde. (Hauptwerk, Zusammenfassung des botanischen Wissens seiner Zeit; im Werk werden 5.000 Pflanzen beschrieben und in 3.000 Zeichnungen belegt; hrsg. von Heinrich Cherler).

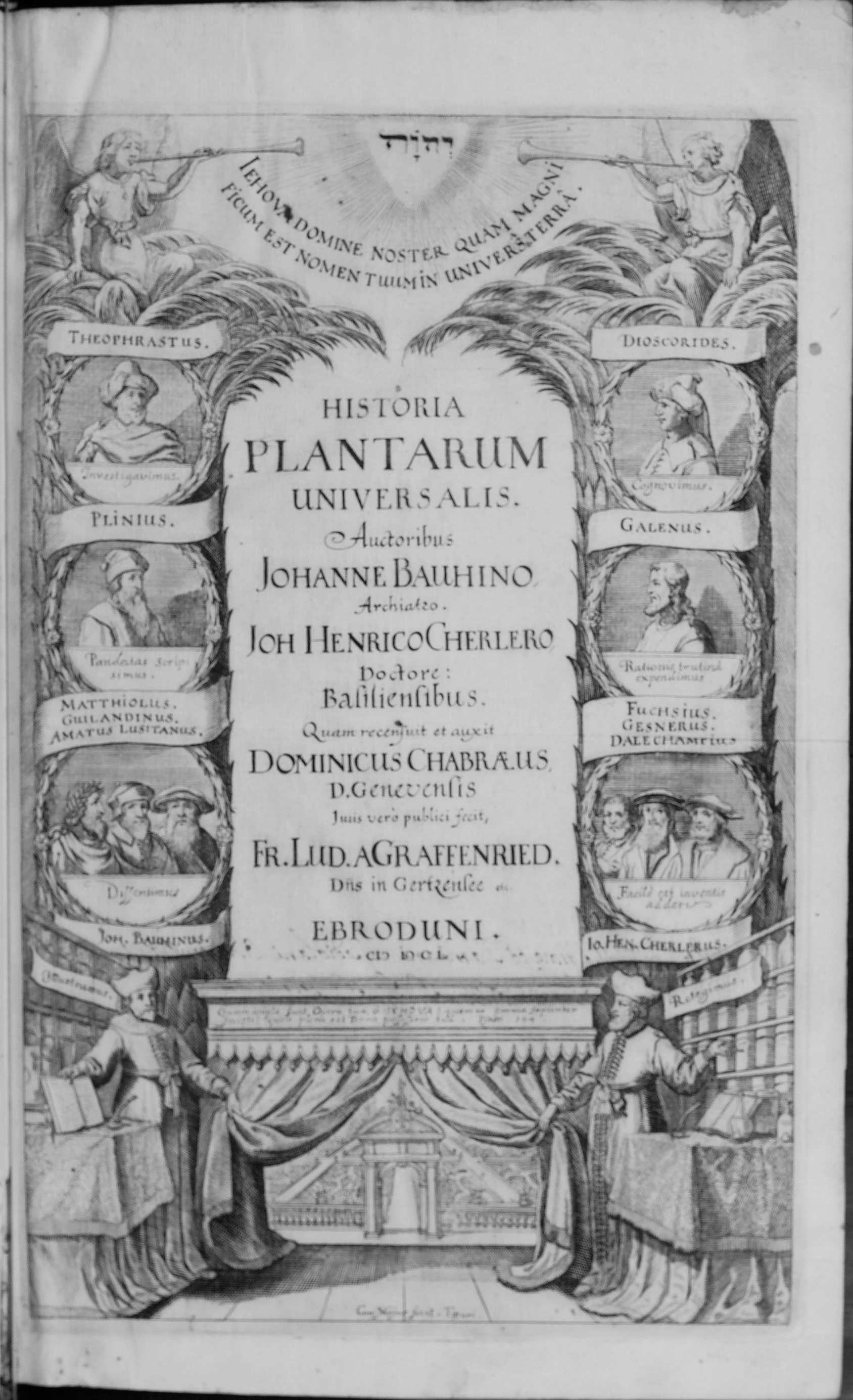
Historia plantarum universalis, 1650

## Почести
Шарль Плюмье назвал в его честь род растений Bauhinia.